# Ona Munson
Ona Munson (Portland, Oregon, 16 de junho de 1903 – Nova Iorque, 11 de fevereiro de 1955) foi uma atriz estadunidense que estreou na Vaudeville em 1922 trabalhando como cantora e dançarina, é mais lembrada hoje por sua performance no filme E o Vento Levou (1939) onde interpretou a prostituta Belle Watling.
Sua estreia no cinema ocorreu em 1928 e a partir dos anos 30 ela passou a atuar mais em dramas.